# Galaktika
Galaktika fue sin duda la revista de ciencia ficción más popular en Hungría, publicada entre 1972 y 1995. El máximo de 94 000 ejemplares fue muy alto, comparado con la población húngara, de diez millones de habitantes, mientras que Analog editaba 120 000 ejemplares en Estados Unidos (población de más de 200 millones). Durante esta época Galaktika fue una de las más grandes revistas de ciencia ficción del mundo, y sus volúmenes de una alta calidad. 
Las series incluían ediciones temáticas, nacionales, y mixtas: el primer tipo concentraba un tema similar de historias, y el segundo seleccionaba literatura de un país determinado. Era prácticamente la única oportunidad para escritores de Hungría y Europa oriental de conseguir imprimir sus cuentos cortos. Por otro lado, muchos de los escritores más famosos de la ciencia ficción mundial encontraron su camino a Europa oriental a través de la revista, junto a Kuczka, Kozmosz Fantasztikus Könyvek (Libros fantásticos Cosmos) y posteriormente Galaktika Fantasztikus Könyvek (Libros fantásticos Galktika), entre ellos Isaac Asimov, Arthur C. Clarke, Harlan Ellison, Robert Sheckley y Philip K. Dick. Algunas de las ediciones contenían además versiones de historietas en blanco y negro, por ejemplo Conan el Bárbaro, o las aventuras de Funky Koval.
Péter Kuczka fue el editor de principio a fin, cuando no fue posible seguir imprimiendo la revista y venderla a un precio que cubriera la impresión y los derechos de autor. Miles lamentaron su muerte, y existe un mercado creciente para las ediciones viejas y raras. 
El número 1 se lanzó en el verano de 1972 con 38 000 ejemplares en 125 páginas tamaño A5. En 1985, luego de la edición N.º 60, el formato cambió a A4 con 96 páginas. Luego de nuevo A5 en un formato con bordes en 1993 que se mantuvo hasta el final. 
En total se publicaron 2 257 novelas cortas de más de 1 000 autores.

## El retorno deGalaktika
Las ediciones de Galaktika se relanzaron en noviembre de 2004, con la edición N.º 176, luego de un paréntesis de nueve años, cambiando completamente su formato y estructura. A partir de entonces la revista publica mensualmente 22 000 ejemplares, por lo que se calcula que tiene 45 000 lectores. Si bien la revista se ha mantenido centrada en la publicación de ciencia ficción su perfil ha variado incluyendo ahora más secciones referidas a temas científicos de actualidad y la prospectiva de la investigación futura. Por otra parte, las páginas se engalanan con el aporte de ilustraciones realizadas por artistas internacionales de gran nivel. En esta nueva etapa el editor literario de la Galaktica es Attila Nemeth, que le dio a la revista continuidad no es solo en el nombre, el logotipo y el tamaño, sino que también, dándole continuidad a la numeración ha querido simbolizar que la revista es la misma y que mantendrá los estándares de calidad de la etapa anterior. 
En agosto de 2005, la nueva Galaktika ganó el premio europeo SF Alianza (Eurocon) a la mejor revista del continente. 
Por otra parte, 2005 vio el relanzamiento de la serie Galaktika-libros, se iniciaron talleres de editores, se dio nueva vida a los clubes de fanes y el Club Galaktika organizó numerosos eventos, entre los que se cuentan funciones cinematográficas de films de ciencia ficción, así como curiosidades del género en la historia del cine.
Los contenidos de la revista están supervisados por un Consejo Asesor. Entre sus miembros se cuentan el físico Bela Lukacs, el astrónomo Ivan Almar, el geólogo Árpád Juhász, el astrónomo Attila Grandpierre, el crítico de arte András Réz y la historiadora de la literatura Margit S. Sardi, presidente de la Magyar Scifitörténeti Társaság, órgano oficial del género en Hungría.
Desde junio de 2013 hay una edición XL, en el que el que se ofrece una novela, además del número normal.
En un artículo del escritor sueco Sam J. Lundwall que en el que se hacía un recorrido por la historia de las revistas de ciencia ficción, aparece señalada Galaktika como una de las tres mejores revistas del género.
"La revista norteamericana The Magazine of Fantasy and Science Fiction es una de las tres mejores del mundo, las otras dos son la argentina El Péndulo, (...) y la húngara Galaktika".